# Гакі
Гакі (яп. 餓鬼)(яп. 餓鬼) — вічно голодні демони, які населяють один з
буддійських світів — Гакідо. У них перероджуються ті, хто за життя на Землі обжирався або викидав цілком їстівну їжу. Голод гаки невгамовний, але вони не можуть від нього померти. Вони їдять все що завгодно, навіть своїх дітей, але не можуть насититися. Іноді потрапляють в Світ Людей, і тоді стають людожерами. Зображуються як люди — «шкіра-та-кістки».
Слово Гакі (яп. 餓鬼)(яп. 餓鬼) запозичене з китайської як японізований варіант слова е-гуй — голодний дух (кит.: 饿鬼饿鬼).
В буддійській космології відповідає претам.
З 657 року серед японських буддистів відзначається особливий день в середині
серпня, під час свята О-бон, для поминання Гакі. Після таких поминань і спогадів (Сегакі) голодні духи можуть бути звільнені від мук свого покарання.